# 客家许氏
客家許氏溯源於今河南許昌，以國名為姓，是神農氏的後裔。
許國滅後，族人散佈今河南、河北兩省，後又遷徙安徽、陝西、山西等地；許氏南遷始於魏晉南北朝時期，先後遷徙江蘇、浙江、湖北、福建、廣東等地，進而遷徙海外地方。

## 歷史
唐初，許陶與許天正父子隨陳政、陳元光父子，率族人南征落戶漳州，許天正輔佐開漳聖王陳元光有功，死後贈為殿前太尉、昭應侯，後世子孫譽為「漳南開基」始祖。
許氏後人以福建為基再度南遷，分佈湖南、廣東、廣西、台灣、東南亞等地，也有部份融入侗族、壯族、布依族、土家族等少數民族。

### 廣東饒平許坑許氏
宋末元初，有一支許氏族人遷居廣東。

### 台灣客家許氏
明代，許衝懷與許申遷徙台灣，此後許氏又多次移居台灣。台灣客家許氏有「吃苦，苦盡甘來；享福，福盡悲來」等祖訓（「苦」係台語「許」之諧音）。

## 外部連結
- 許氏客家由來，中華許氏